# Fidan Gasimova
Fidan Gasimova (en azerí: Fidan Qasımova) es cantante de ópera de Azerbaiyán, Artista del pueblo la RSS de Azerbaiyán y de la Unión Soviética, solista del Teatro de Ópera y Ballet Académico Estatal de Azerbaiyán (1974-1999).

## Biografía
Fidan Gasimova nació el 17 de junio de 1947 en Bakú. En 1966-1971 estudió en la Academia de Música de Bakú. En 1974 se graduó del Conservatorio de Moscú. En 1973 ganó la medalla de plata en el concurso de cantantes jóvenes en Ginebra. Desde 1974 hasta 1999 fue solista del Teatro de Ópera y Ballet Académico Estatal de Azerbaiyán. En 1977 ganó la medalla de oro en el concurso internacional en Italia. En 1992-1998 enseñó en el Conservatorio de Estambul.
Fidan Gasimova ha celebrado muchos conciertos en Estados Unidos, Alemania, Reino Unido, Suecia, Noruega, Suiza, Austria, México, Francia, Dinamarca, Cuba, Turquía, etc. Ha interpretado en Teatro Bolshói, Teatro Mariinski, Ópera Estatal de Praga, Ópera de Toledo (Ohio), Teatro Estatal de Bucarest, Gran Teatro de La Habana, Partenón (Grecia), Teatro de ópera de Ankara, Teatro de ópera de Detroit, con la orquesta de cámara Virtuosos de Moscú. Fidan Gasimova se incluye en  la enciclopedia de la Universidad de Cambridge como la cantante más popular del mundo.

## Actividades

### En teatro
- Desdémona – “Otelo” de Giuseppe Verdi
- Tosca – “Tosca” de Giacomo Puccini
- Micaela – “Carmen” de Georges Bizet
- Turandot – “Turandot” de Giacomo Puccini
- Tatiana – “Eugenio Oneguin” de Piotr Ilich Chaikovski
- Nigar – “Koroğlu” de Uzeyir Hajibeyov
- Mimi – “La bohème” de Giacomo Puccini
- Marguerite – “Fausto” de Charles Gounod
- Cio-Cio-San – “Madama Butterfly” de Giacomo Puccini
- Aida – “Aida” de Giuseppe Verdi
- Sevil – “Sevil” de Fikret Amirov

### Filmografía
- 1967 – “Tierra. Mar. Fuego. Cielo”
- 1978 – “Tres bocetos”
- 1981 – “La vida de Uzeyir”
- 1996 – “Hace 20 años Rashid Behbudov”
- 1998 – “Nuestra tristeza... Nuestro orgullo...”
- 2007 – “De corazón a corazón”
- 2007 – “Maestro Niyazi”

## Premios y títulos
- Artista de Honor de la RSS de Azerbaiyán (1978)
- Artista del Pueblo de la RSS de Azerbaiyán (1982)
- Artista del pueblo de la URSS (1988)
- Orden Shohrat (1997)
- Orden Sharaf (2010)[4]
- Orden Istiglal (2017)[5]